# Spatholobus
Spatholobus är ett släkte av ärtväxter. Spatholobus ingår i familjen ärtväxter.

## Dottertaxa tillSpatholobus, i alfabetisk ordning[1]
- Spatholobus acuminatus
- Spatholobus albus
- Spatholobus apoensis
- Spatholobus auricomus
- Spatholobus auritus
- Spatholobus bracteolatus
- Spatholobus crassifolius
- Spatholobus discolor
- Spatholobus dubius
- Spatholobus ferrugineus
- Spatholobus gengmaensis
- Spatholobus gyrocarpus
- Spatholobus harmandii
- Spatholobus hirsutus
- Spatholobus latibractea
- Spatholobus latistipulus
- Spatholobus littoralis
- Spatholobus macropterus
- Spatholobus maingayi
- Spatholobus merguensis
- Spatholobus multiflorus
- Spatholobus oblongifolius
- Spatholobus parviflorus
- Spatholobus persicinus
- Spatholobus pottingeri
- Spatholobus pulcher
- Spatholobus purpureus
- Spatholobus ridleyi
- Spatholobus sanguineus
- Spatholobus suberectus
- Spatholobus uniauritus
- Spatholobus viridis